# Keda conclusa
Keda conclusa är en tvåvingeart som först beskrevs av Walker 1859.  Keda conclusa ingår i släktet Keda och familjen blomflugor. Inga underarter finns listade i Catalogue of Life.